# Rosa Valenty
Rosa Valenty (Barcelona, 13 de abril de 1941) es una actriz y vedette española.

## Teatro
Se inició en la interpretación en el teatro, especialmente en espectáculos de revista. Trabajó junto a profesionales de la talla de José Luis López Vázquez, Pedro Osinaga, Carmen de la Maza, Aurora Redondo o Pilar Bardem. Fue una de las primeras actrices en aparecer desnuda sobre un escenario.
En 2005 se vio envuelta en una polémica con el showman Moncho Borrajo, quien decidió prescindir de ella en el espectáculo España cabaret, la obra que iba a dirigir. La actriz lo demandó por despido improcedente y la Justicia se pronunció a favor de Valenty.
En 2007 estrenó la versión musical de Sexo en Nueva York, junto a Marta Valverde, Leticia Sabater y Cecilia Sarli. 

## Cine
Debutó en el cine en 1975 con la película Todos los gritos del silencio, de Ramón Barce. En los años siguientes interviene en varios títulos menores, fundamentalmente en el género de la comedia como Mayordomo para todo (1976), Alcalde por elección (1976), ambas de Mariano Ozores, El divorcio que viene (1980), de Pedro Masó o Préstame tu mujer (1981), de Jesús Yagüe, con Alfredo Landa así como títulos de mayor calado dramático como A un dios desconocido (1977), de Jaime Chávarri.

## Televisión
En 1985 intervino en la antología sobre la Revista que realizó Fernando García de la Vega para TVE La comedia musical española y diez años después en su remedo La Revista; además ha intervenido puntualmente en algunos capítulos de las series Farmacia de guardia (1992) o Academia de baile Gloria (2001), con Lina Morgan.

## Trayectoria en teatro (selección)
- El combate de Opalos y Tasia (1976)
- La jaula (1976)
- Historias de la brujería (1979)
- Por la calle de Alcalá (1983)
- La segunda oportunidad (1985)
- Por la calle de Alcalá 2 (1987)
- Ahora sí puedo, cariño (1988)
- Celos del aire (1990)
- La venganza de la Petra (1991)
- Arniches '92 (1992)
- La venganza de la Petra (1993)
- Serafín el pinturero (1995)
- La otra orilla (1995)
- Mayores con reparos (1996)
- La otra orilla (1997)
- Frente a frente (1999)
- Un embajador en apuros (2001),
- Cena para dos (2003)
- Terapia a las seis (2004).
- Seis mujeres desesperadas (2006).
- Sexo en Nueva York (2007).
- Usted tiene ojos de mujer fatal (2008).
- Un chico de revista (2017)

## Vida personal
En febrero de 1981, su matrimonio (contraído en 1970 con un hombre de negocios con el que tuvo dos hijos, Antonio y Jorge) fue anulado por el tribunal de Rota.
- Datos: Q6112248